# Miguel Tello (futbolista)
Miguel Tello, jugador del CD Plaza Amador, fue el primer goleador y jugador más valioso del primer torneo de Anaprof, en 1988, donde el equipo placino alcanzó su primera estrella. Conocido como "La alegría del pueblo", falleció a los 19 años, en San Felipe. Por esos tiempos la Anaprof instituyó el "Tello de Oro", un trofeo traído desde Colombia.